# Iptuci
Iptuci fue un asentamiento romano que alcanzó su máximo esplendor a finales del siglo II. Los restos arqueológicos se ubican en el Cabezo de Hortales, término municipal de Prado del Rey (Cádiz), España, a unos 4,5 km del casco urbano. 
Está declarado Bien de Interés Cultural desde el 2002.

## Historia
La población ocupó la cumbre del Cabezo a finales del segundo milenio antes de nuestra era. Fue el momento del desarrollo de la cultura tartésica.

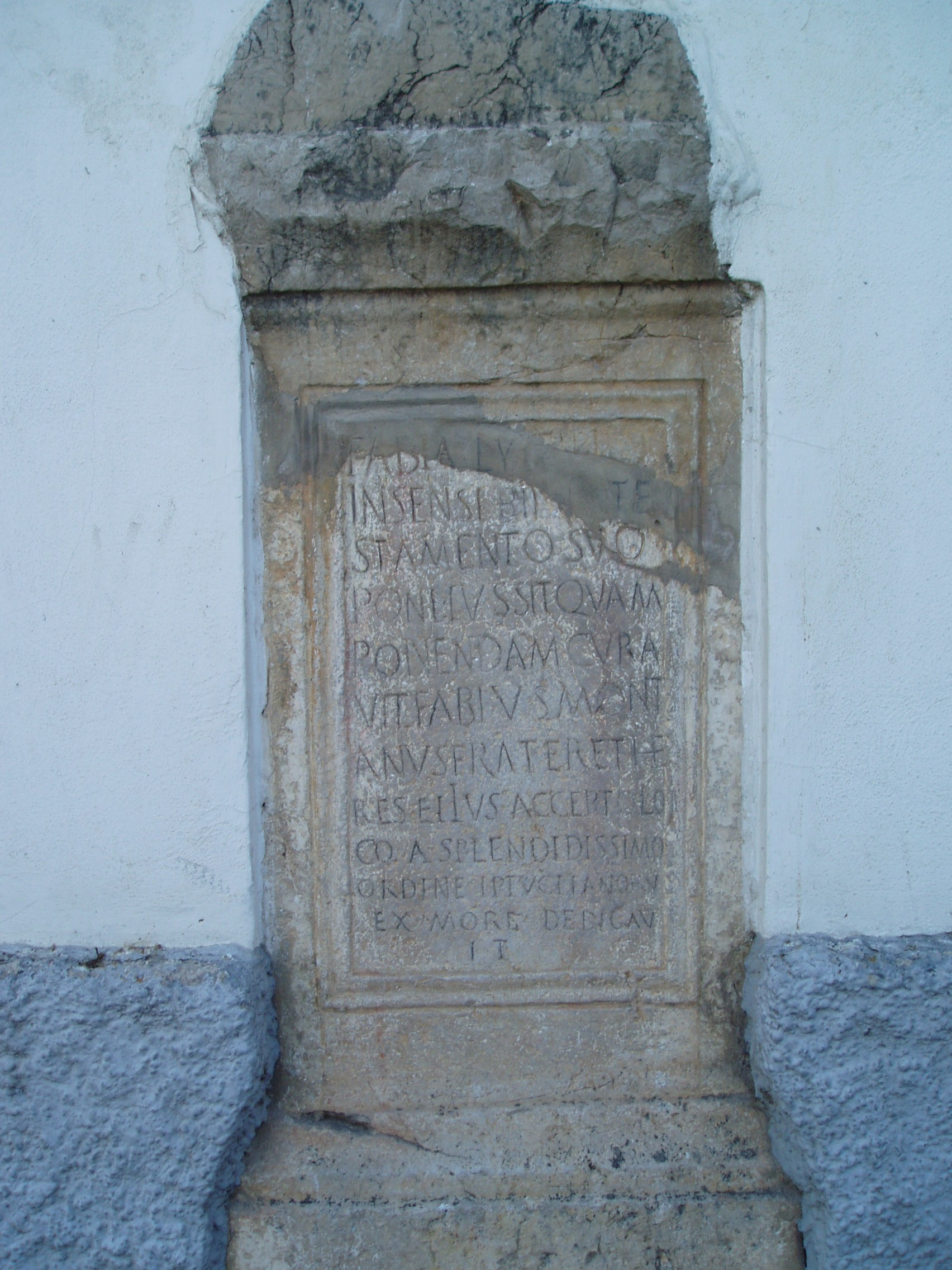
Cipo funerario de la ciudad hispanorromana de Iptuci incrustado en la iglesia de Prado del Rey

Roma contribuyó al fortalecimiento de la ciudad dentro de un nuevo orden político, consiguiendo en el siglo I, con el emperador Vespasiano, el status de municipio romano.
En los siglos VIII y IX los andalusíes construyeron en la cima del cerro una fortaleza de planta cuadrada, de aproximadamente 1000 m², con torres, entre las que destaca una de forma semicircular.
En el año 1133, según las Crónicas de Alfonso VII, la ciudad fue asaltada y la fortaleza destruida por las tropas castellanas.

## Restos arqueológicos
El sitio arqueológico ocupa en su totalidad unas 13 hectáreas, donde se documentan períodos de población continua desde la Edad de Bronce a época medieval.
Se pueden encontrar restos de las distintas etapas de su historia: turdetanos, romanos, árabes, siendo los vestigios arqueológicos romanos los más numerosos.
Consisten en restos de una fortificación, con muros de sillarejo, torreones de planta circular, restos de arquitectura doméstica y de pavimentación de rústica factura, así como un interesante bronce.

## Salinas

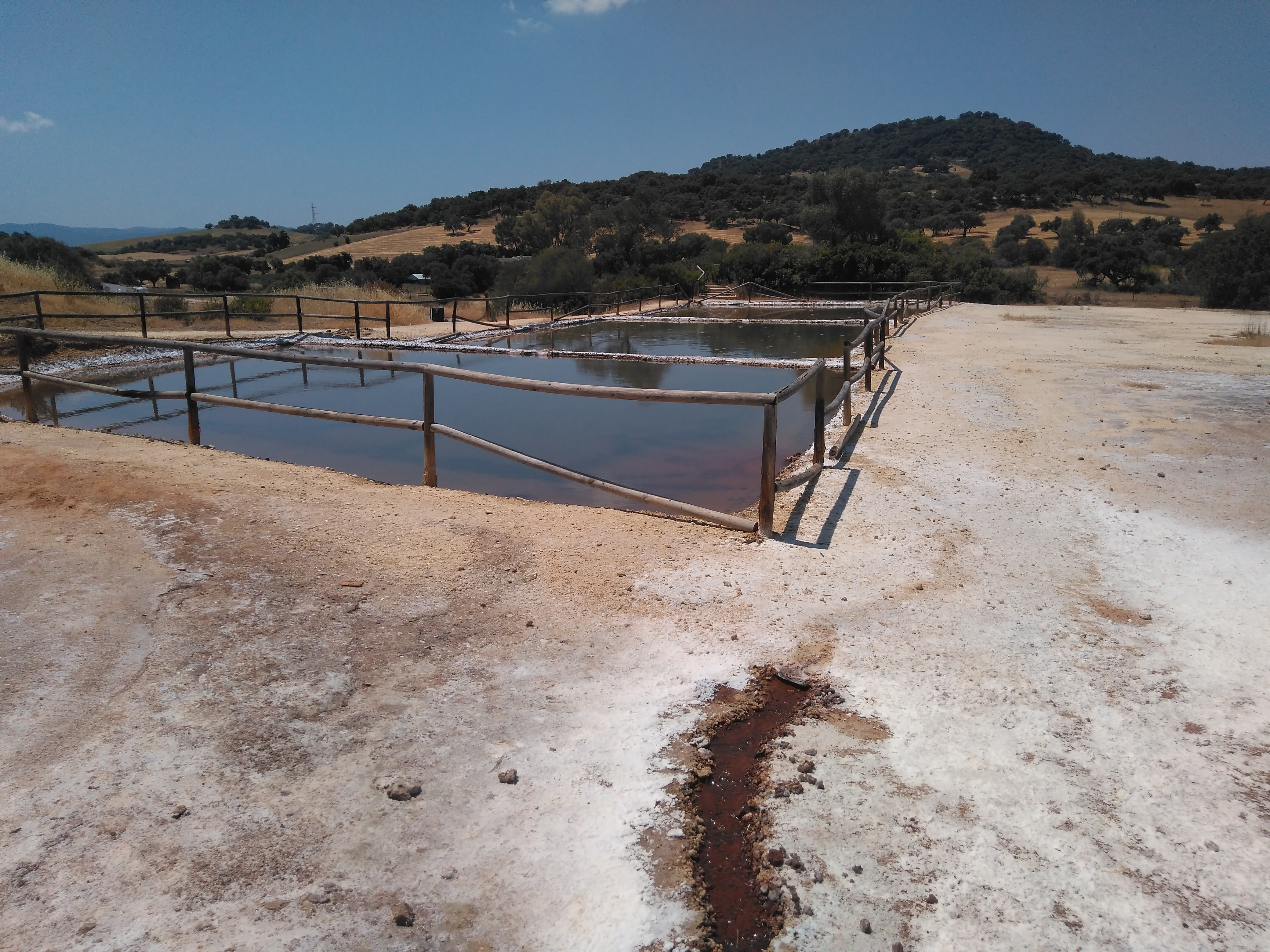
Salinas de Hortales y monte con los restos de Iptuci al fondo

Junto al yacimiento hay unas importantes salinas de origen fenicio, con casi 3.000 años de antigüedad. Situadas en pleno parque natural de los Alcornocales, están aún en producción artesanal, obteniéndose entre 500 y 600 toneladas de sal al año.

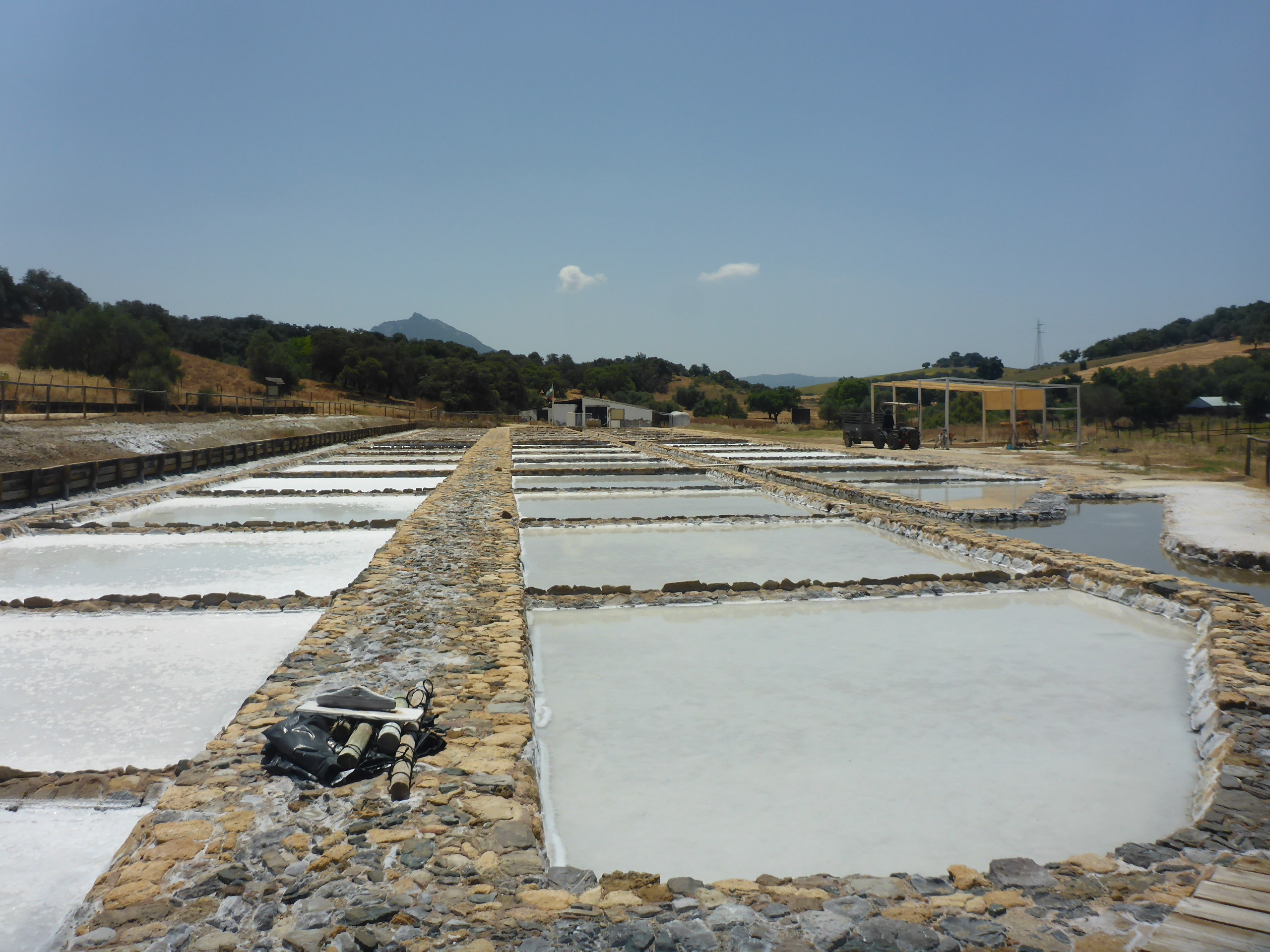